# تود داونينج
تود داونينج (بالإنجليزية: Todd Downing)‏ هو مدرب رياضي أمريكي، ولد في 22 يوليو 1980 في إيدن بريري في الولايات المتحدة.